# 聯合國安全理事會第598號決議
聯合國安全理事會第598號決議（英語：United Nations Security Council Resolution 598）是一項在1987年7月20日通過的联合国安全理事会决议，該決議是在兩伊戰爭期間第六次要求停火的決議。伊朗及伊拉克雙方分別在1988年7月20日及7月23日接受停火協議。8月20日正式休戰，安理會隨後根據第619號決議派遣觀察團監督停火。
正式休戰後，觀察團在成立的九週內收到1072宗違反停火協定的投訴，但大部分個案都十分輕微，決議總體上得到貫徹。另外雙方逐步交換戰俘和士兵遺體，行動直到2003年最後一位戰俘回國為完結。

## 背景

### 戰局
兩伊戰爭由1980年9月開始。戰爭初期伊拉克佔上風，伊拉克在1980年10月攻陷伊朗最大的港口城市霍拉姆沙赫爾，威脅伊朗的「石油首都」阿巴丹和胡齊斯坦省的首府阿瓦士。但由於伊拉克軍隊士氣低落、缺乏領導，很快便被伊朗軍隊擊退。
伊朗軍隊在1981年的春季和夏季發動了反攻，但戰爭仍繼續拖延下去且變得更加血腥。1982年，伊朗反攻的勢頭繼續增強，並發動了一系列攻勢。伊朗軍隊在1982年6月成功將伊拉克趕回邊境後，時任伊朗最高領袖霍梅尼在內部存在的反對聲音下決定入侵伊拉克。但入侵行動很快便因伊拉克的防禦工事而受阻，伊朗軍隊開始將目標轉為削弱伊拉克軍隊的實力。

### 決議
作出本次決議前，联合国安全理事会已經五次要求雙方停火，分別是第479號、第514號、第522號、第540號、第582號和第588號決議。
伊朗以安理會偏向支持伊拉克、伊拉克仍然佔領部分伊朗領土為由，忽視了514號決議之後第二天開始攻入伊拉克本土。另外聯合國在第540號決議中要求尊重其他沿岸國的完整性，呼籲雙方停止攻擊港口。

## 決議內容
決議的目標包括：
- 要求伊朗伊斯蘭共和國及伊拉克共和國雙方停火，同時立即停止陸上、海上、空中的任何軍事行動。
- 要求伊朗及伊拉克將一切軍隊撤回到國際承認的邊界。
- 由聯合國派遣觀察員以核查和監督停火及撤軍。
- 敦促按照《日內瓦公約》交換戰俘。
- 促請兩國協助執行決議、進行調解努力。
- 在國際援助下重建，並且派遣專家組研究重建問題。[5]

另外，本次決議是自兩伊戰爭發生以來，首次使用《联合国宪章》第39至42條所作出的決議，如第41條規定聯合國可以以中斷經濟關係或者外交關係（例如實施經濟制裁）；而第42條允許安理會動用海陸空三軍以對違反決議的國家實施「強制措施」。

### 投票結果
安理會一致通過第598號決議。美國資深外交官卡梅倫·R·休姆表示第598號決議的順利通過，有賴於常任理事國之間不斷的談判，同時表示當時美國和蘇聯越來越重視雙邊的關係。

## 決議通過後的磋商

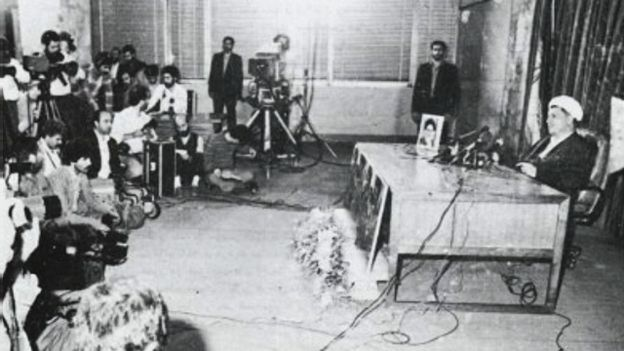
1988年7月，時任伊朗伊斯蘭會議議長阿克巴尔·哈什米·拉夫桑贾尼在記者會宣佈接受聯合國安理會第598號決議

決議通過後，時任聯合國秘書長哈维尔·佩雷斯·德奎利亚尔於1987年9月前往分別前往德黑蘭及巴格達，並且與雙方進行磋商，但伊朗方面仍然表示拒絕接受計劃，隨後在同年10月向安理會提交第598號決議的詳細執行計劃。聯合國安理會規定雙方必須在1987年10月30日前執行決議，但雙方仍然沒有同意。蘇聯方面曾經向伊拉克施壓，要求伊拉克執行決議，但都被拒絕；伊朗方面批評該計劃存在「根本缺陷和不一致」。在限期過後，美國政府率先對伊朗實行制裁，並且在10月19日攻擊兩個伊朗石油鑽井平台。之後聯合國透過封鎖海岸，實施對雙方的武器禁運。
在初期，伊朗拒絕了第598號決議的停火決議，於1987年9月22日在聯合國大會上形容該決議「是如美國等強權強迫之下採取應被譴責的立場」。伊拉克很奇怪地突然在1988年3月初，主動清理阿拉伯河部分淤塞，但在3月8日時任伊拉克總統薩達姆公開聲明拒絕撤軍，說道「這只會令伊朗有機會利用人海戰術越過伊拉克邊境」。同時伊朗軍隊內部及社會開始出現反戰情緒，導致兵力短缺的問題。伊拉克軍隊借時機發動攻勢，在1988年4月18日攻佔法奧半島，5月在巴士拉以東進行了大規模砲擊和化學攻擊，成功奪回一個邊境哨站。隨後伊朗軍隊試圖重新集結以反擊，但在伊拉克的攻擊下全面崩潰。到七月中旬，伊拉克奪回大部分伊朗佔領的領土，伊朗無法抵抗伊拉克的攻勢，最後伊拉克於同月再度攻入伊朗本土。
在國際壓力和軍事失利下，令到伊朗不得不考慮停戰。1988年7月17日，時任伊朗總統阿里·哈梅內伊致函聯合國秘書長，接受第598號決議。伊拉克表示基本上同意第598號決議的內容，但伊拉克方面仍然以停火協議過於模糊、要求伊朗最高領袖鲁霍拉·穆萨维·霍梅尼親自同意停戰為理由而拒絕停火，並且在7月18日襲擊布什爾的一個核反應堆，最後霍梅尼在7月20日發表聲明同意停火，同時在聲明中說道「那些因殉難而離開的人是幸福的，我感到不幸的是我仍然活著」，說這次決定對他而言「是喝下一杯有毒的聖酒」。在美國及西歐國家的施壓下，伊拉克於7月23日接受停火，8月6日正式停火。但雙方仍然在達成協議的三週內，仍然發生了一些軍事衝突，雙方的動機主要是為了俘虜更多士兵作為人質，以提高自己的談判地位。之後，7月26日至8月7日期間，聯合國秘書長與伊朗外交部長進行6次會唔；然後和伊拉克代表進行6次會議。
聯合國安理會在1988年8月8日召開會議，決定於8月20日起正式休戰。在停火協定生效第一天，聯合國方面表示沒有收到任何關於違反停火協定的投訴，同日伊拉克在戰爭發生後首次派遣一艘油輪通過波斯灣，重開巴士拉国际机场。

## 執行

### 設立觀察團
1988年8月27日，聯合國根據早前通過的第598號及第619號決議，成立聯合國兩伊軍事觀察團（英語：United Nations Iran-Iraq Military Observer Group；簡稱UNIMOG），觀察團由400名各級軍官組成，其中350人為軍事觀察員，由南斯拉夫聯邦軍官斯拉夫科·約維奇（英語：Slavko Jovic）擔任觀察團首席軍事官。該觀察團負責監督停火的情況以及協助尋找士兵遺體。觀察團分別有9個分部，分別位於克爾曼沙赫、德黑兰、薩蓋茲、迪茲富勒、阿瓦士、蘇萊曼尼亞、巴古拜、巴斯拉和巴格達。觀察團負責巡邏的停火線長達1400公里，在不同地區的巡邏方法也有所不同，北部山區使用騾背或步行進行巡邏，冬季時會使用滑雪板；南部沼澤地使用車輛、直升機及船隻進行巡邏，巡邏時觀察員不可以跨越停火線。
觀察團的成員在當地普遍受到歡迎，但有民眾反對他們在當地的存在，曾為觀察團成員的澳大利亞軍官盧克·卡羅爾（英語：Luke Carroll）上尉表示「有幾次我與一些伊朗民眾進行了互動，這是非常積極的經歷」，但補充道「我曾多次在街上受到虐待，受到暗殺威脅」。觀察團在1991年完成任務回國，標誌著兩伊戰爭的結束。

### 交換戰俘及遺體
在決議通過後，雙方仍然對戰俘交換的問題處於僵局。在戰爭中一共有6—7萬名伊拉克士兵被俘，伊朗方面則有4萬5000名士兵被俘。1988年11月，雙方嘗試交換1500名患病和殘疾囚犯，但最終毫無進展、不了了之。1989年2月，伊朗釋放260名伊拉克戰俘。1989年12月下旬，伊朗釋放50名戰俘。在這兩年間雙方交換了大概7萬名戰俘。
1992年2月，伊朗、伊拉克和紅十字會簽署了關於交換剩餘戰俘和失蹤人員的三邊協議。1994年6月，伊朗外交部長前往伊拉克討論兩國的戰俘問題，在會談中伊朗表示伊拉克仍繼續扣留8000名伊朗士兵，伊拉克否認並且指伊朗扣留了2萬名伊拉克士兵。此後十幾年間，雙方依然持續交換戰俘，最後一批戰俘在2003年回國。
聯合國觀察團協助了雙方交換遺體的工作，在1988年8月至1989年6月期間，伊朗和伊拉克交換了2500具陣亡士兵的遺體。之後伊拉克和伊朗仍然定期交換士兵的遺體，伊拉克和伊朗還在2008年10月簽署了一份諒解備忘錄，以調查戰爭中失蹤士兵的下落。2022年6月30日，紅十字會表示9名伊拉克士兵和36名伊朗士兵的遺體已透過交換回國。

### 違反停火協定
聯合國軍事觀察團在成立的九週以內收到1072宗違反停火協定的投訴。聯合國統計到違反停火協議的事件通常是槍擊、調動部隊、在停火線附近設立新的觀察哨或其他陣地，還有數次比較嚴重的事件。
其中一件嚴重事件發生在1988年8月23日至24日，事件中有數百名伊朗士兵在Eyn Khvosh村被伊拉克俘虜。但大部分事件的影響仍然微不足道，此後停火協議仍然得到維持。

## 外部連結
- On Accepting UN Security Council Resolution 598 (July 1988) （页面存档备份，存于）（何梅尼接受安理會決議的正式聲明）